# Lagarto Festival
El Lagarto Festival (antaño Lagarto Rock) es un concurso musical de nivel nacional celebrado en el Auditorio de La Alameda, Jaén (España) durante las fiestas del mes de junio en honor a la Virgen de la Capilla.

## Historia
El concurso Lagarto Rock nació en 1987 con la idea del Ayuntamiento de Jaén de incentivar a los grupos noveles jiennenses, ofreciendo como premio la grabación de un álbum por parte del grupo ganador. Los únicos requisitos para participar eran que las letras y música de las canciones estuvieran compuestas por el propio grupo y que no tuvieran ningún disco en el mercado.
De este primer concurso, salieron ganadores cuatro grupos, los cuales se reunieron para grabar un disco bajo el nombre "Lagarto Rock. Jaén 87", donde aparecen los grupos Panteón Nadar (Vicente Martínez Margarito - voz y guitarra, Francisco Fernández Roa - guitarra y voces, Juan Miguel Cruz Lendinez - bajo y voces, Ángel Millán Miralles - teclados y Esteban Berges Torres - batería), Invitados (procedentes de Linares), Vicios Modernos y Mística Sonrisa. De esta grabación salieron a la venta 1000 copias y la portada corre a cargo del famoso pintor jiennense Francisco Molinero Ayala.
En su segunda edición, en 1988 ganaron dos grupos y editaron LP con dos canciones cada uno. Excedentes Pop (Linares) y Trama de Contacto (Úbeda). Trama de Contacto (Manuel Rubio Maeso - bajo, Pedro Rubio Maeso - guitarra, Carlos - guitarra, Melchor Moreno - voz, Esteban - batería. Sus temas "Paraisos" y "Todavía sigo esperando" son temas que aún tocan bandas ubetenses en sus conciertos como homenaje a este gran grupo. Se editaron 10 000 copias de este LP.
En 1993, ya con la colaboración de Canal Sur, el concurso pasó a ser autonómico, y poco más tarde se convirtió en el certamen más importante de Andalucía. El Instituto Andaluz de la Juventud fue otra de las instituciones que decidió colaborar en este evento, ampliamente apoyado por los jóvenes. La calidad de los grupos invitados fue otro de los alicientes para que el certamen aumentase su popularidad.
En 2002 el certamen sufrió otros tres cambios de consideración. Por una parte, se extendió al territorio nacional, con lo que se convirtió en una de las mayores lanzaderas para los grupos noveles de toda España. Por otro lado, se amplió el certamen a dos modalidades: "Rock y metal" y "Pop y nuevas tendencias", por lo que el festival pasó a celebrarse en dos días y perdió la palabra rock en el nombre, llamándose desde entonces Lagarto Festival. Y por último, se cambió el premio por otro en metálico de 6.000 € para el ganador y 2.000 € para el segundo clasificado en cada modalidad, ya que se consideró que las grabaciones estaban más al alcance de los grupos.
En la XIX edición (2005) se batió el récord de maquetas del concurso, con un total de 523 recibidas. Las provincias con mayor aportación de maquetas fueron, en este orden, Madrid, Barcelona, Sevilla, Málaga, Valencia y la propia Jaén.

## Ediciones
| Año  | Ganador                                                       | Segundo clasificado      | Grupo invitado                       |
| ---- | ------------------------------------------------------------- | ------------------------ | ------------------------------------ |
| 1987 | Panteón Nadar, Invitados, Vicios Modernos, La Mística sonrisa |                          | Danza Invisible                      |
| 1988 | Excedentes y Trama de Contacto                                |                          | Cómplices                            |
| 1989 | Mardita Passió                                                |                          | Héroes del Silencio                  |
| 1990 | T.D.O.                                                        |                          | Danza Invisible                      |
| 1991 | Opinión pública                                               | Bakunin y sus Víctimas   | Los Ronaldos                         |
| 1992 | Cuattro                                                       | Marcando en arabia       | 091                                  |
| 1993 | Por siempre allí                                              |                          | Los Enemigos - Lagartija Nick        |
| 1994 | Opinión pública                                               |                          | Los Rodríguez                        |
| 1995 | Hormigones                                                    | Leit Motiv               | Los Rebeldes                         |
| 1996 | Las Mierdas                                                   | Pollos Klónikos          | Los DelTonos                         |
| 1997 | Eskorzo                                                       |                          | Australian Blonde                    |
| 1998 | Chupacabras                                                   | El Puchero del Hortelano | King Changó                          |
| 1999 | Cultura Probase                                               | Spiderband               | Rosendo                              |
| 2000 | Clown                                                         | Goza la perra            | M-Clan                               |
| 2001 | Ramos Dual                                                    | Profesor Popsnuggle      | Los Piratas                          |
| 2002 | El columpio asesino                                           | Velcro                   | Dover                                |
| 2003 | Lilith                                                        | Beggar's house           | Saratoga                             |
| 2003 | Electrofunk                                                   | Talegueros               | Bunbury                              |
| 2004 | Nadir                                                         | La amenaza amarilla      | Sôber                                |
| 2004 | Ainara LeGardon                                               | Neumática                | Josele Santiago y Sidonie            |
| 2005 | Devil's Dandruff                                              | Myowngravity             | Tierra Santa                         |
| 2005 | Solina                                                        | Sam O                    | La habitación roja y Elbicho         |
| 2006 | Fistfuck Supershow                                            | Xkrude                   | Burning y The Black Mamba            |
| 2006 | Tom Cary                                                      | Fiona May                | Macaco y Lost Sound                  |
| 2007 | Helltrip                                                      | Los Carniceros del Norte | WarCry                               |
| 2007 | Elastic Band                                                  | Model Monroe             | Muchachito bombo infierno            |
| 2008 | The Stone Circus                                              | Pen Cap Chew             | Hamlet                               |
| 2008 | Pianobomba                                                    | Pellizco                 | Alis y Amparanoia                    |
| 2009 | Guadalupe Plata                                               | Bei Ping Mafia           | Vetusta Morla, La Excepción y Macaco |
| 2018 | Mitad Doble                                                   | John Doe                 | Rosendo                              |

|  | Jornada única                            |
|  | Primera jornada: Rock y Metal            |
|  | Segunda jornada: Pop y Nuevas tendencias |